# Carl Amand Mangold

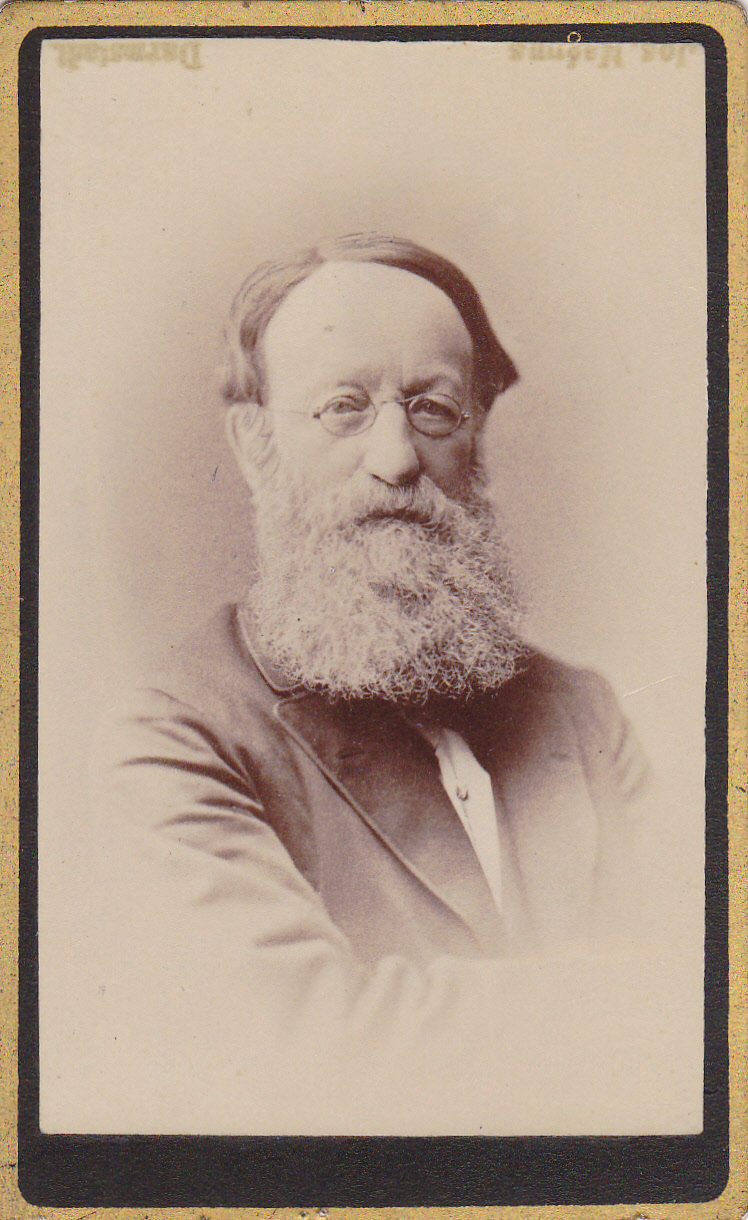
Carl Amand Mangold mit Bart

Carl Ludwig Amadeus Mangold (* 8. Oktober 1813 in Darmstadt; † 4. August 1889 in Oberstdorf) war ein deutscher Komponist und Dirigent.

## Leben
Mangold entstammt einer alten Darmstädter Musikerfamilie. Die Ursprungsheimat der Familie ist Groß-Umstadt im Odenwald. Sein von Generationen her ererbtes Musiktalent wurde früh ausgebildet durch den Vater, den Großherzoglichen Hofmusikdirektor und Hofkapellmeister Georg Mangold, durch seinen Bruder, den Komponisten und Hofkapellmeister Wilhelm Mangold und durch seine Schwester, der Sängerin Charlotte Mangold im Violinspiel, in der Komposition und im Gesang und durch die regelmäßigen Quartettabende im elterlichen Hause, wo besonders Ludwig van Beethoven gepflegt wurde.
Mangolds Schwester Charlotte genoss, als Carl Maria von Weber und Giacomo Meyerbeer in Darmstadt weilten, deren Unterricht. Sie wurde in Wien zur Sängerin ausgebildet. Ihre Gesangskunst vermittelte sie später den Brüdern. Auch Abt Vogler und Christian Heinrich Rinck gehörten zu den musikalischen Lehrern der Geschwister.
Die musikalischen Begabungen der Familie gipfelten wohl in dem Sohn Carl Amand, dem letzten in der Reihe von 14 Kindern. Er war im gleichen Jahr geboren wie Richard Wagner und Giuseppe Verdi, am 8. Oktober, acht Tage vor Beginn der Völkerschlacht bei Leipzig. Napoleons Vormacht war damals mitsamt dem Rheinbund untergegangen, und Vater Georg legte Trauer an. Mangold hingegen wurde später zum großdeutschen Patrioten. Mit musikalischen Mitteln propagierte er die Deutsche Einheit.
Schon mit siebzehn Jahren trat er 1831 als Volontär in die unter der Leitung seines Bruders Johann Wilhelm stehende Großherzogliche Hofkapelle Darmstadt ein. Weitere Anregung fand er in Künstlern wie Anton Bohrer, Paganini, Henri Herz, Clara Wieck, Henri Vieuxtemps und Margarethe Stockhausen geb. Schmuck, der Mutter von Julius Stockhausen, ferner in kunstsinnigen Darmstädter Häusern wie das des Ministers von Falck, des Buchhändlers Leske, des Dr. Huth und schließlich bei Besuchen der Konzerte des nahen Frankfurt am Main, besonders aber 1834 während einer Reise nach London, wo die Händel-Feste großen Einfluss auf ihn hatten, daneben die Italienische Oper und die Madrigalgesellschaften.
1835, nach dem Tod seines Vaters, trat Mangold in Darmstadt erstmals als Sänger auf, und zwar in einem Konzert des Mandolinen-Virtuosen Vimercati. Von da an wirkte er öfters als Solist in Konzerten, sowohl als Violinspieler wie auch als Sänger und brachte auch eigene Kompositionen zu Gehör. Er gab seine ersten Lieder heraus und widmete sich der Instrumentalkomposition von Symphonien, Quartetten, Trios und anderer Kammermusikstücken.
1836 bis 1839 studierte er auf dem von Luigi Cherubini geleiteten Konservatorium in Paris Komposition bei Henri Montan Berton, Violinspiel bei Eugène Sauzay und Gesang bei Marco Bordogni. Anregung fand er in der Italienischen Oper, wo Sänger wie die Giulia Grisi, Giovanni Battista Rubini, Antonio Tamburini und Luigi Lablache glänzten, in den Habeneckschen Orchesterkonzerten, in Baillots Quartettabenden und in musikalischen Häusern, wie dem des Bankiers Leo, wo er die ersten Künstler persönlich kennenlernte. Hier verkehrte er mit Fromental Halévy, Giacomo Meyerbeer, Sigismund von Neukomm und Hector Berlioz, mit denen er seine Kompositionen besprach, mit Frédéric Chopin, Haußmann, Charles Hallé, Franz Liszt und Clara Wieck. Er leitete längere Zeit einen von Abbé Mainzer gegründeten Gesangskurs für (etwa 800) Arbeiter, mit denen er seine Komposition von Victor Hugos Patriotischer Hymne zur Aufführung brachte und gründete ein deutsches Männerquartett, das in einem Konzert von Clara Wieck mitwirkte und ihn zu seinen deutschen Männerchören Lebewohl und dem später für gemischten Chor übertragenen Komm in die Stille Nacht anregte. Auch mit Robert Schumann stand er in Verbindung, indem er ihm für dessen Neue Zeitschrift für Musik regelmäßig Berichte über das Musikleben aus der französischen Metropole schickte. Die beabsichtigte Einbürgerung in Paris scheiterte daran, dass er nicht linksrheinisch geboren war. So kehrte er 1839 wieder nach Darmstadt zurück, wo er bald die Direktion des mit der Vereinigten Gesellschaft verbundenen Dilettanten-Vereins, des späteren Musikvereins, übernahm. 50 Jahre lang, bis zu seinem Tode, stand er am Dirigentenpult des „Vereins“, wie er ihn kurz bezeichnete. Und noch heute lebt dieser in der alten Tradition weiter. Mit ihm brachte er dem Darmstädter Publikum die großen oratorischen Werke von Bach bis Brahms nahe, und für ihn komponierte er seine ausgedehnten „Konzertdramen“, einer eigens von Mangold entwickelten Gattung.
Am 1. Oktober 1844 heiratete Mangold Karoline Jaup, die Tochter des Großherzoglichen Hessischen Ministerpräsidenten Heinrich Karl Jaup. Mit ihr hatte er sechs Kinder. Mangold wurde auf dem Alter Friedhof (Darmstadt) von Darmstadt bestattet (Grabstelle: I H 68).

## Werk
In Darmstadt wurde Mangold in die höchsten Kreise eingeführt: Bei Prinz Emil, Fürst Wittgenstein, Minister von Hofmann, bei den Familien von Ploennies, von Goldner, von Wedekind, Rube, Hallwachs, beim Hessischen Ministerpräsidenten Heinrich Karl Jaup, seinem späteren Schwiegervater und bei seinem kunstsinnigen Schwager, dem späteren Kammergerichtspräsidenten Strecker, wo er Jenny Lind persönlich kennen lernte, die gerne seine Lieder vortrug und seinen Zwiegesang als eines ihrer Lieblingslieder in aller Welt bekannt machte. Über sein Kontrabass-Adagio, das August Müller bei Dr. Huth vortrug, äußerte sich Hector Berlioz. Das Beckersche Rheinlied, das Fischermädchen von Heinrich Heine, die Männerchöre Mein Lebenslauf ist Lieb und Lust und Wo Büsche stehn und Bäume, fanden weite Verbreitung.
Die Anstellung als Korrepetitor am Hoftheater Darmstadt 1841, wo er unter den Sängern und Hofmusikern viele gute Freunde fand, regte zu seiner ersten romantischen Oper an: Das Köhlermädchen oder das Tournier zu Linz, Text von Wilke. Diese Oper wurde im Jahre 1843 aufgeführt, wo auch sein erstes Oratorium Wittekind oder der Sieg des Glaubens, Dichtung von Luise von Ploennies, im Musikverein zur Aufführung kam.
Im selben Jahr begann Mangold, fast gleichzeitig mit Richard Wagner und ohne dass dies einer vom andern wusste, seine Oper Tanhäuser. Am 6. Januar 1845, eine Woche nach Wagner, schloss er die Partitur ab. Mangolds Textbuch von Eduard Duller verflicht die Tannhäusersage nicht mit dem Sängerkrieg, sondern mit der Sage vom Getreuen Eckart und einem Motiv des Rattenfängers. Die bei Wagner nur erzählte Verfluchung wird bei Mangold zu einem dramatischen Akt ausgearbeitet. Von 1848 bis 1850 mehrmals in Darmstadt aufgeführt und später noch einmal durch Ernst Pasqué, dem ersten Darsteller des Patriarchen, unter dem Titel Der Getreue Eckart wieder auf die Bühne gebracht, stand seiner weiteren Verbreitung Wagners Tannhäuser im Wege. Dies zeigte sich zunächst in Leipzig, wo 1845 auf Mendelssohns Vorschlag Mangolds Symphonie-Kantate Elysium beim Schiller-Fest unter Albert Lortzings Direktion aufgeführt worden war, und wo Mangold 1846 seine dramatische Szene Des Mädchens Klage gleichfalls beim Schiller-Fest dirigierte. Der persönliche Verkehr mit Mendelssohn, Schumann, Niels Wilhelm Gade, Lortzing, Hauptmann und dem Musikschriftsteller Franz Brendel war sehr fruchtbar und führte zu einer jahrelangen Korrespondenz mit letzterem. Aber Theaterdirektor Schmidt lehnte die Aufführung des Tanhäuser aus Rücksicht auf Wagners Verwandtschaft mit Brockhaus ab. Die Ablehnung derselben Oper in Berlin ist nach den Akten des Berliner Geheimen Staatsarchivs in der Nationalzeitung vom 25. August 1888 übereinstimmend mit Mangolds Aufzeichnungen geschildert worden. Ludwig Tieck, eingenommen gegen Wagners „Getümmel, das Seele und Körper bis zur Auflösung ermüdet“, empfahl Mangolds Tanhäuser nach dem Textbuch mehrfach eindringlich, und nachdem einige Anstöße hinsichtlich allzu kirchlichen Zuschnitts beseitigt worden waren und die Musiksachverständigen sich günstig ausgesprochen hatten, empfahl der König die veränderte Mangoldsche Oper zur Aufführung. Durch den mit Wagner befreundeten Generalintendanten von Küstner wurde die Aufführung jedoch vereitelt.
In seinem neuen Werk Päan sollten sich Oper und Oratorium vereinigen. Es war die Hermannsschlacht, eine Frucht der Bewegung von 1848, dem Hessischen Minister Heinrich von Gagern gewidmet, der, wie der Komponist an ihn schrieb, „gleich Hermann ein Retter in der Not erschien“. Das eigenartige Werk mit großartigem Schlachtgemälde wurde in Darmstadt, Dresden, Mainz, Prag, Magdeburg und Hamburg aufgeführt, und Robert Schumann sprach dem Komponisten, der „Momente hehrer Begeisterung festgehalten habe“, die Anerkennung der Künstler aus, die ihm „in allerreichstem Maße zukomme“. Es folgten 1848 Dornröschen, ein Märchen mit Ballett, und 1849 die Oper Gudrun, der in der Leipziger Illustrierten Zeitung vom 14. Juni 1851 eine ausführliche Analyse mit Biographie und Foto des Tondichters zuteilwurde. Da auch diese Oper keine weitere Verbreitung fand, wandte sich Mangold wieder dem Konzertdrama zu und schuf von 1851 bis 1856 sein reifstes und damals weit verbreitetes Werk, den Frithjof. Erfolg hatte er 1862 mit dem Oratorium Abraham, dessen Titelpartie in Darmstadt, teils von dem mit ihm befreundeten Julius Stockhausen, teils von Karl Hill, vortrefflich interpretiert wurde. Abraham fand auch in Regensburg und Zofingen begeisterte Aufnahme. Abraham, so biblisch der Stoff klingt und auch wirklich ist, ein patriotischer Gedanke durchzieht auch ihn. Im Bündnis mit Gott erwächst eine Führergestalt, mit der die Volkwerdung Israels beginnt. Die Religion wird zum Stützpfeiler des kommenden Staates, und die Vernichtung der Feinde und Übeltäter (Sodom) geschieht mit der Hilfe Gottes. Das war ein durchaus zeitgemäßer Stoff, und Mangold stand nicht alleine mit solchen biblischen Themen, sondern reihte sich ein unter seine Zeitgenossen, die ähnlich dachten und schrieben. Der bekannteste unter ihnen war sicher Mendelssohn, den Mangold nicht nur verehrte, sondern mit dem er intensiven Kontakt hatte, bis dahin, dass sich Mendelssohn für Mangolds Werke einsetzte.
Patriotismus war einer der prägenden Charakterzüge Mangolds, seine Naturliebe ein weiterer. Er soll, wie berichtet wird, „mit glühender Begeisterung am deutschen Wald“ gehangen haben. Und da er Geselligkeit liebte, war es zur schönen Regel geworden, dass der Musikverein, nachdem er am Karfreitag in der Darmstädter Stadtkirche ein Passionsoratorium gesungen hatte, jeweils am Tag darauf zur Einstimmung auf den Ostertag einen gemeinsamen Spaziergang unternahm. Angefangen hatte die Sitte der musikalischen Landpartie wohl 1842 mit einem Ausflug an die Bergstraße, als der Verein sein zehnjähriges Bestehen feierte. Erste Station war das Auerbacher Schloss. Dort wurde vor allem viel gesungen und ein Fass Wein „feierlichst eingesegnet und angezapft“. Danach bewegte sich der Zug zum Fürstenlager bei Auerbach, wo beim Mittagsmahl „äußerst hübsche, zum Theil sehr pikante, die allgemeine Heiterkeit noch mehr anfachende Toaste ausgebracht“ wurden, und schließlich nach Bensheim, und um „elf Uhr abends langte man mit Familienwagen in Darmstadt wieder an“. Die Nachfeier fand dann am darauffolgenden Tag auf dem Herrgottsberg statt. Der Berichterstatter versäumte nicht, darauf hinzuweisen, dass wieder einmal die Musik dazu beigetragen habe, „Leute aus den verschiedensten Ständen gesellig zu verbinden“. Bei allem Ernst, mit dem Mangold die Musik betrieb, ein Kind von Traurigkeit war er sicher nicht, viel Humor wird ihm nachgesagt. Nicht nur, dass er ihn in seinem vielfältigen Dienst dringend nötig hatte, er konnte sich ihn bei seinem Können auch leisten, bis hin als Mittel zum Zweck.
Abraham und die Hermannsschlacht zählten Mitte des 19. Jahrhunderts zu den meistaufgeführten Bühnenwerken Deutschlands. Sein Oratorium Israel in der Wüste (1864) ist dem Inhalt nach eine Fortsetzung von Händels Israel in Ägypten, Hermanns Tod (1870) eine solche der Hermannsschlacht. In Hermanns Tod und in Barbarossas Erwachen (1872) spiegelt sich das große Jahr 1870 wider, mit prächtigem Schlachtgemälde und Barbabiancas Triumphzug.
Unterdessen hatte er neben dem Musikverein vorübergehend auch den Sängerkranz, den Damengesangverein „Cäcilia“ und den Verein für Kirchenmusik geleitet, der ihm die Komposition von Kantaten, Motetten und anderer geistlicher Musik nahelegte und später wieder dem Oratorium zuführte, so wie die Leitung eines Männerquartetts in den sechziger Jahren und die des Mozartvereins 1870 bis 1875, die viele neue Männerchöre entstehen ließ. Von 1846 bis 1872 war Mangold Gesanglehrer an der Gewerbeschule und dem aus ihr hervorgegangenen Polytechnikum, das sich dann zur Hochschule und zur Universität weiterentwickelte und von 1854 bis 1889 am Ludwig-Georgs-Gymnasium Darmstadt. Nach dem Erfolg der Hermannsschlacht wurde er 1848 zum Großherzoglichen Hofmusikdirektor ernannt, 1858 erhielt er die Goldene Verdienstmedaille für Kunst und Wissenschaft. Er war Ehrenmitglied mehrerer Musikvereine, war oft als Preisrichter und Sachverständiger tätig und leitete 1856 bis 1868 zwei der von ihm mitgegründeten Mittelrheinischen Musikfeste. Die Freundschaft mit Otto Roquette und Friedrich Bodenstedt wurde besiegelt durch den aus Waldmeisters Brautfahrt entlehnten Rheinmorgen und die preisgekrönte Männerchor-Kantate Mirza-Schaffy. 1869 setzte sich Mangold zur Ruhe.
Sein letztes großes Chorwerk Sawitri, das seine nie versiegende Schaffenslust bekundet, wurde bei dem 50-jährigen Dirigentenjubiläum aufgeführt, das er in voller Rüstigkeit kurz vor seinem Tode beging, die letzte so vieler Huldigungen, die ihm in seinem reichen Leben zuteilwurden. Gestorben ist Mangold am 4. August 1889 während eines Sommeraufenthaltes in Oberstdorf im Allgäu. Eine große Trauergemeinde fand sich im Oktober zusammen, als unter Willem de Haans Leitung Mangolds Frithjof erklang. Sein Grab auf dem Alten Friedhof Darmstadt besteht noch heute und wird von den noch lebenden Nachkommen liebevoll gepflegt.
Die Liste der vom Musikverein aufgeführten Werke von Ludwig Voltz zeigt, dass Mangold in den von ihm geleiteten 297 Konzerten zwar vor allem die Klassiker von Bach bis Mendelssohn pflegte, aber auch den älteren und neuesten Tondichtern ihren verdienten Platz einräumte. Bei seinem Tode erkannte der Musikverein „seine nie rastende, kunstbegeisterte, aufs höchste gewissenhafte Leitung“ an, der „eine fortlaufende Stufenreihe des Wachstums an Erfolg und idealem Streben zu verdanken“ sei. Auch 1913, zu seinem hundertjährigen Geburtstag, wurde unter der Leitung seines Nachfolgers, des Hofkapellmeisters Willem de Haan, Frithjof aufgeführt.

## Rezeption im Dritten Jahrtausend
In letzter Zeit steigt das Interesse an Mangolds Werk wieder spürbar an, was nicht zuletzt dem Konzertchor Darmstadt und dessen Gründer und Leiter Wolfgang Seeliger zu verdanken ist. So wurde beispielsweise Mangolds große romantische Oper „Tanhäuser“ eigens für die Darmstädter Residenzfestspiele 2006 vom Konzertchor und studentischen Hilfskräften herausgegeben und aufgeführt, zuletzt im November 2014. Weitere Aufführungen sind geplant. Szenisch wiederaufgeführt wurde Mangolds Tanhäuser 2014 im Eduard-von-Winterstein-Theater in Annaberg-Buchholz (Erzgebirge).
Mangolds Oratorium Abraham liegt unter der Leitung von Wolfgang Seeliger als CD vor.

## Werke (Auswahl)
Opern
- Fiesco, Oper (1840; nicht aufgeführt)
- Das Köhlermädchen oder Das Tournier zu Linz (H. Wilke), romantische Oper, 3 Akte (1843 Darmstadt)
- Tanhäuser (Eduard Duller), Oper, 4 Akte (1843–1845; 1846 Darmstadt)
- Dornröschen (Duller), Ballett mit Melodram und Gesang (1848 Darmstadt)
- Die Fischerin (Goethe), Singspiel, 1 Akt (1848)
- Rübezahl (Duller), Oper (1848)
- Gudrun (C. A. Mangold), große Oper, 4 Akte, op. 36 (1850; 1851 Darmstadt)
- Der Cantor von Fichtenhagen, komische Oper, 2 Akte

Oratorien
- Abraham, Oratorium (1859)
- Wittekind oder Der Sieg des Glaubens. Dramatisches Oratorium in zwei Abtheilungen (1844, Text von Luise von Plönnies)
- Israel in der Wüste, Oratorium
- Elysium, Symphoniekantate

## Trivia
Carl Amand Mangolds Vater Georg Mangold war laut Augsburger Postzeitung (Nr. 247, 3. September 1844, S. 968) im Besitz eines Amati-Cellos, das Georg Mangolds Witwe 1844 inserierte.